# Dheeraj Singh
Dheeraj Singh (ur. 4 lipca 2000 w Manipurze) – indyjski piłkarz, występujący na pozycji bramkarza w indyjskim klubie FC Goa oraz w reprezentacji Indii.

## Kariera[2][3]
| Klub               | Miasto      | Debiut                                    | Sukcesy                   | Mecze w międzynarodowych pucharach                                                                                          |
| ------------------ | ----------- | ----------------------------------------- | ------------------------- | --- |
| Indian Arrows FC   | Bhubaneswar | Indian Arrows FC 3:0 Chennai City         | –                         | – |
| Kerala Blasters FC | Koczin      | ATK Mohun Bagan FC 0:2 Kerala Blasters FC | –                         | – |
| ATK FC             | Kolkata     | Kerala Blasters FC 2:1 ATK FC             | Mistrz Indii 2020         | – |
| ATK Mohun Began FC | Kolkata     | –                                         | –                         | – |
| FC Goa             | Porvorim    | FC Goa 1:1 East Bengal FC                 | ' Puchar Duranda 2020/21' | FC Goa 0:0 Al-Rayyan SC Al-Wahda Abu Zabi 0:0 FC Goa Persepolis FC 2:1 FC Goa Al-Rayyan SC 1:1 FC Goa 0:2 Al-Wahda Abu Zabi |

## Statystyki

### Klubowe[2][3]
(aktualne na 30 stycznia 2023)
| Klub               | Sezon              | Liga                | Liga  | Liga   | Puchar krajowy | Puchar krajowy | Kontynentalne | Kontynentalne | Suma  | Suma   |
| Klub               | Sezon              | Liga                | Mecze | Bramki | Mecze          | Bramki         | Mecze         | Bramki        | Mecze | Bramki |
| ------------------ | ------------------ | ------------------- | ----- | ------ | -------------- | -------------- | ------------- | ------------- | ----- | ------ |
| Indian Arrows FC   | 2017/18            | I-League            | 6     | 0      | 0              | 0              | –             | –             | 6     | 0      |
| Indian Arrows FC   | Łącznie            | Łącznie             | 6     | 0      | 0              | 0              | 0             | 0             | 6     | 0      |
| Kerala Blasters FC | 2018/19            | Indian Super League | 13    | 0      | 1              | 0              | –             | –             | 14    | 0      |
| Kerala Blasters FC | Łącznie            | Łącznie             | 13    | 0      | 1              | 0              | 0             | 0             | 14    | 0      |
| ATK FC             | 2019/20            | Indian Super League | 1     | 0      | 0              | 0              | –             | –             | 1     | 0      |
| ATK FC             | Łącznie            | Łącznie             | 1     | 0      | 0              | 0              | 0             | 0             | 1     | 0      |
| ATK Mohun Began FC | 2020/21            | Indian Super League | 0     | 0      | 0              | 0              | –             | –             | 0     | 0      |
| ATK Mohun Began FC | Łącznie            | Łącznie             | 0     | 0      | 0              | 0              | 0             | 0             | 0     | 0      |
| FC Goa             | 2020/21            | Indian Super League | 9     | 0      | 2              | 0              | 5             | 0             | 16    | 0      |
| FC Goa             | 2021/22            | Indian Super League | 15    | 0      | 0              | 0              | –             | –             | 15    | 0      |
| FC Goa             | 2022/23            | Indian Super League | 15    | 0      | 0              | 0              | –             | –             | 15    | 0      |
| FC Goa             | Łącznie            | Łącznie             | 39    | 0      | 2              | 0              | 5             | 0             | 46    | 0      |
| Łącznie w karierze | Łącznie w karierze | Łącznie w karierze  | 59    | 0      | 3              | 0              | 5             | 0             | 67    | 0      |

### Reprezentacyjne[4]
(aktualne na 30 stycznia 2023)
| Zawodnik jeszcze nie uczestniczył w żadnym meczu |
| ------------------------------------------------ |

## Sukcesy

### Klubowe
(aktualne na 30 stycznia 2023)
- Mistrz Indii 2020
- Puchar Duranda 2020/21

### Reprezentacyjne
(aktualne na 30 stycznia 2023)
- Mistrz SAFF 2021